# Седлари (Валево)
Седлари (серб. Седлари) — населённый пункт в Сербии, Колубарском округе, общине Валево.

## Население
В селе проживает 1313 жителей, из которых совершеннолетних — 1030. Средний возраст — 36,7 года (у мужчин — 35,9 года, у женщин — 37,5 года). В населённом пункте есть 368 домохозяйств, среднее число членов в которых — 3,57.
|            | Этносы | Численность |
| ---------- | ------ | ----------- |
|            | сербы  | 1206        |
| цыгане     | 82     |             |
| югословены | 6      |             |

## Галерея

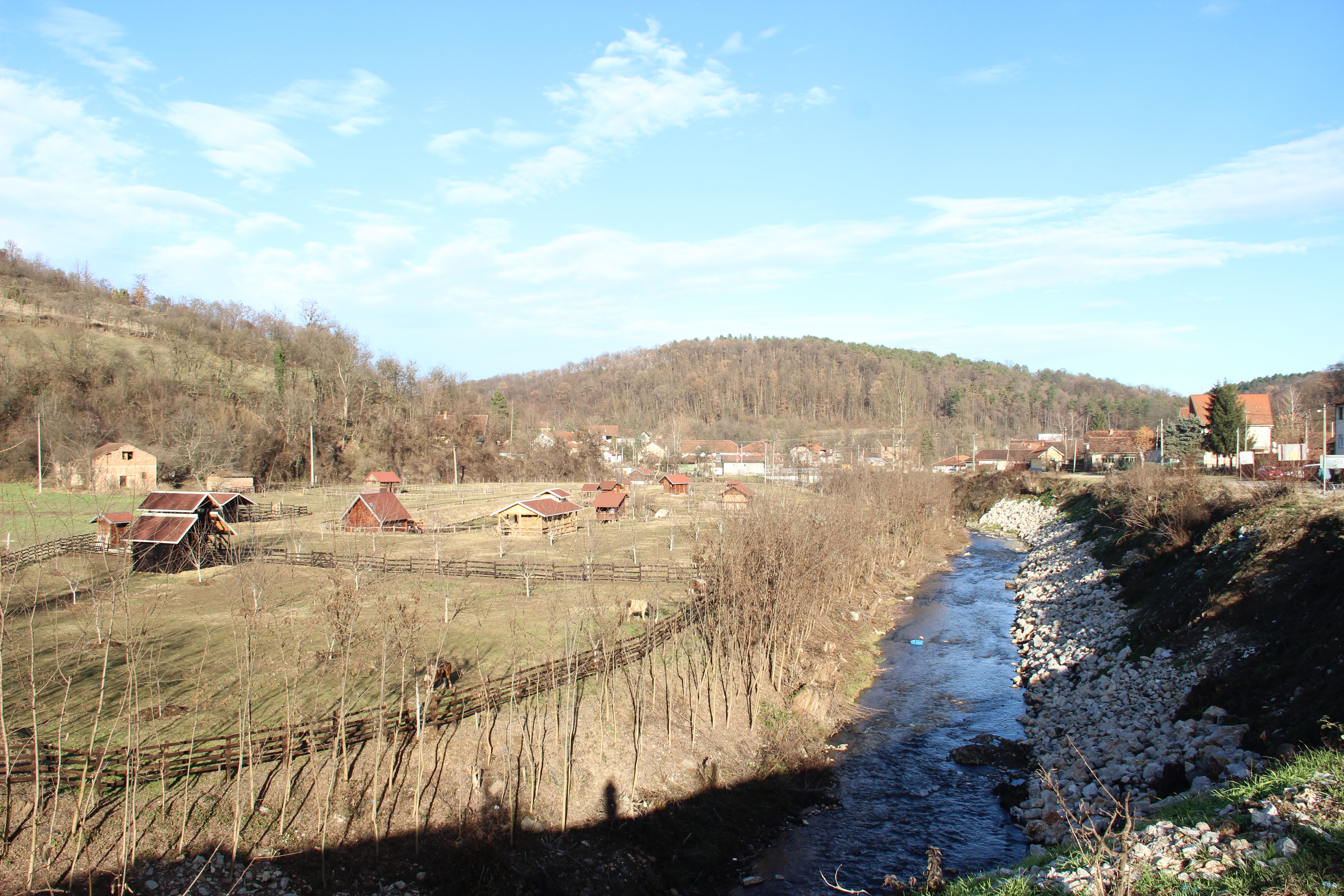
Седлари - панорама
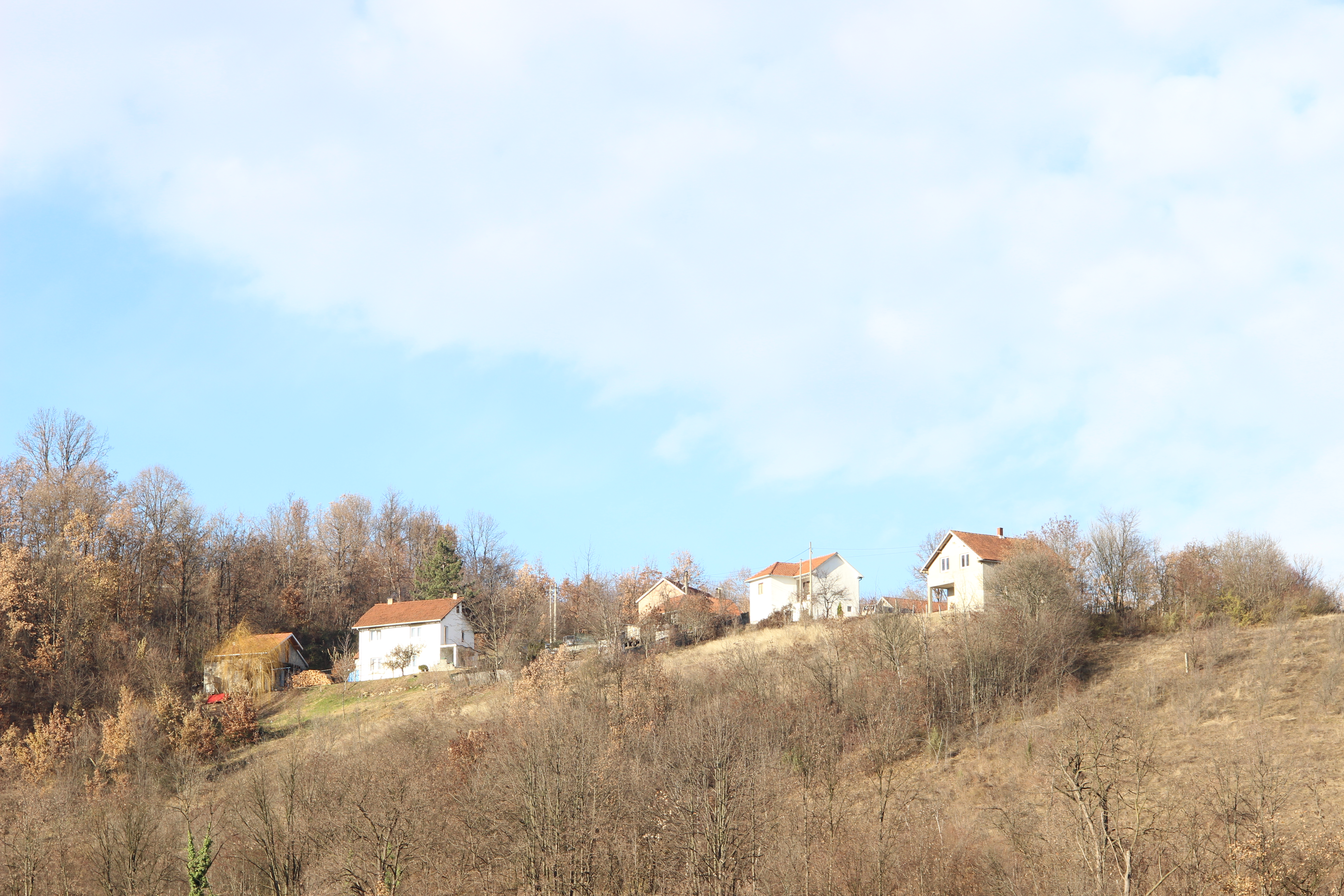
Седлари - панорама
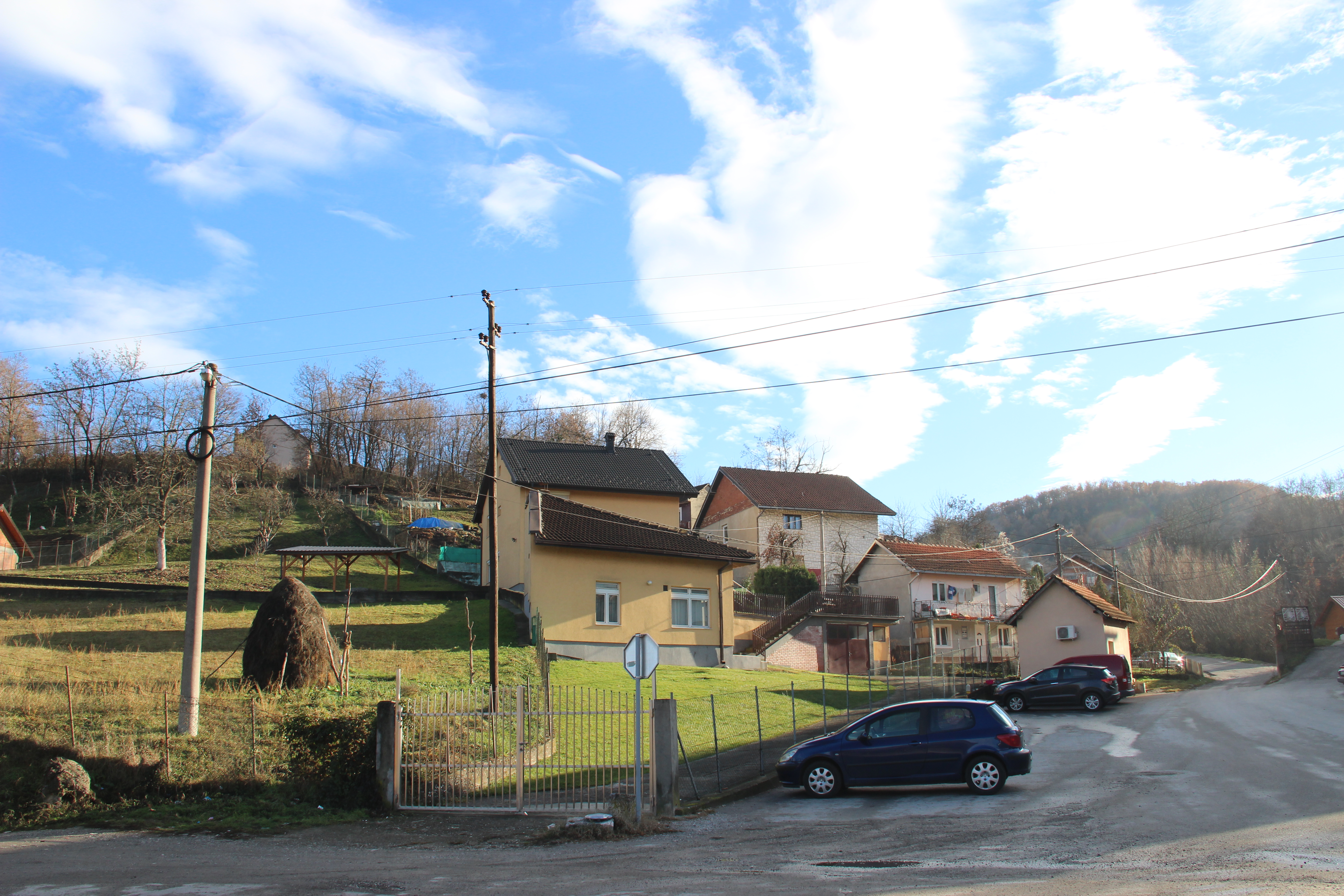
Седлари - панорама
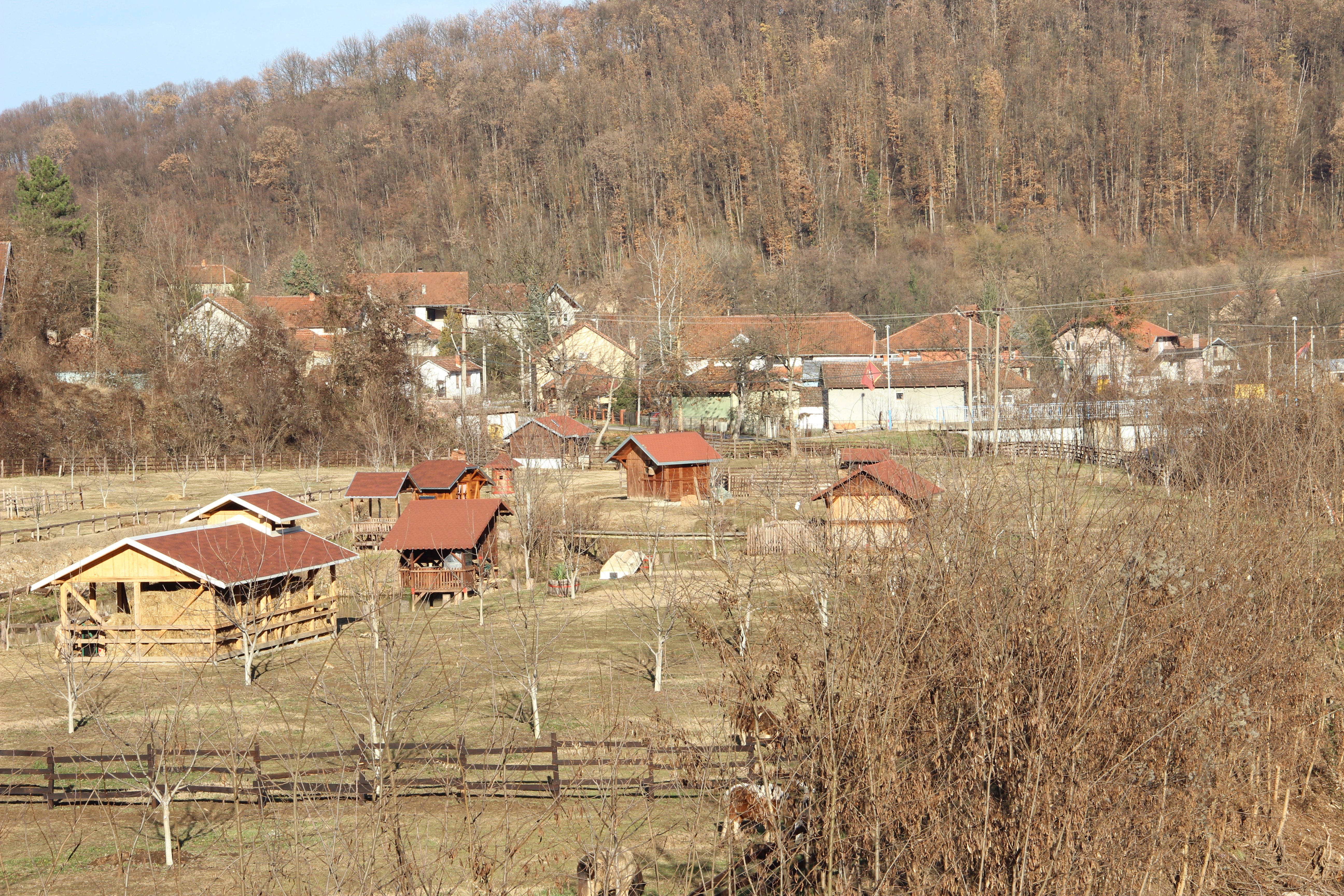
Седлари - панорама
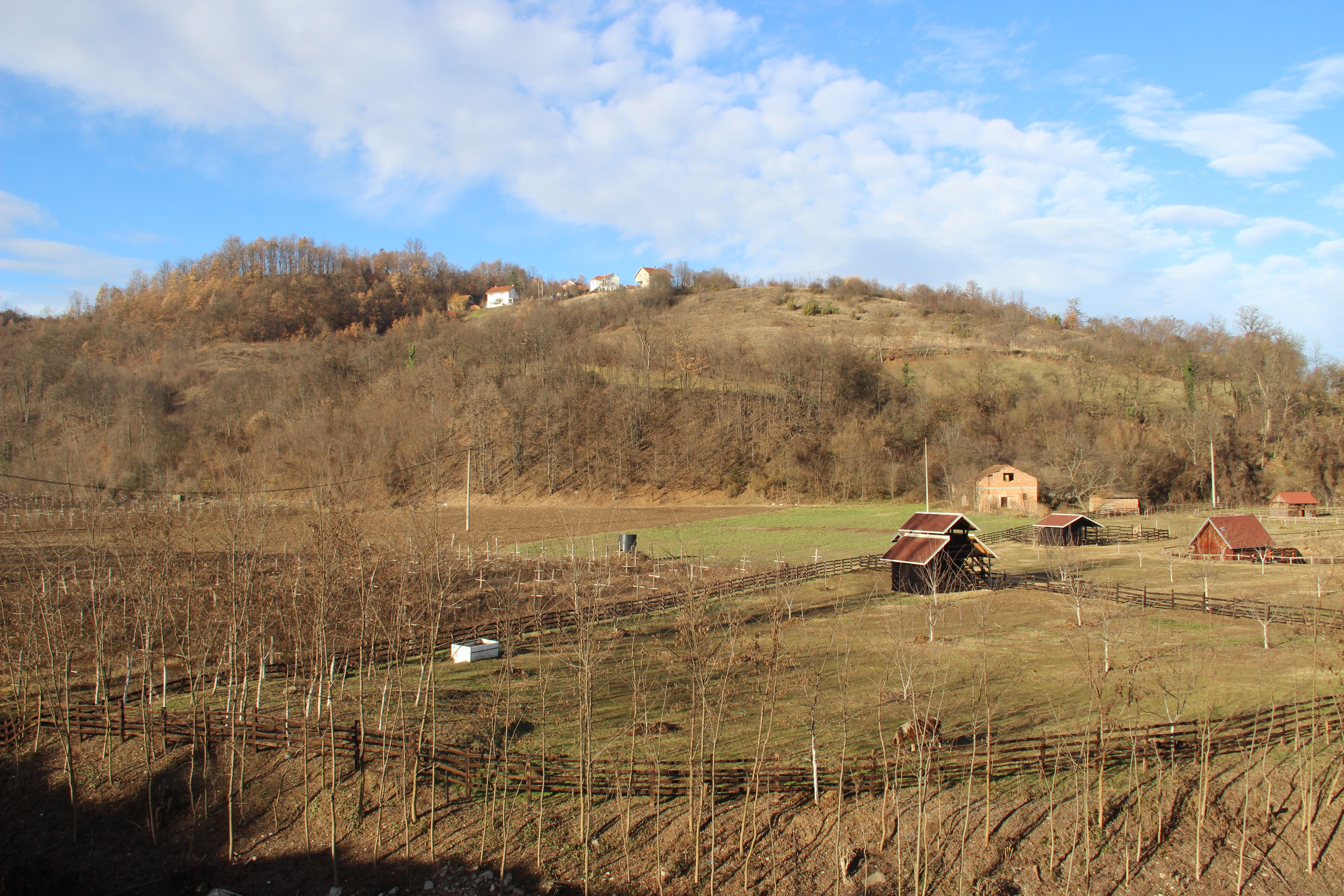
Седлари - панорама
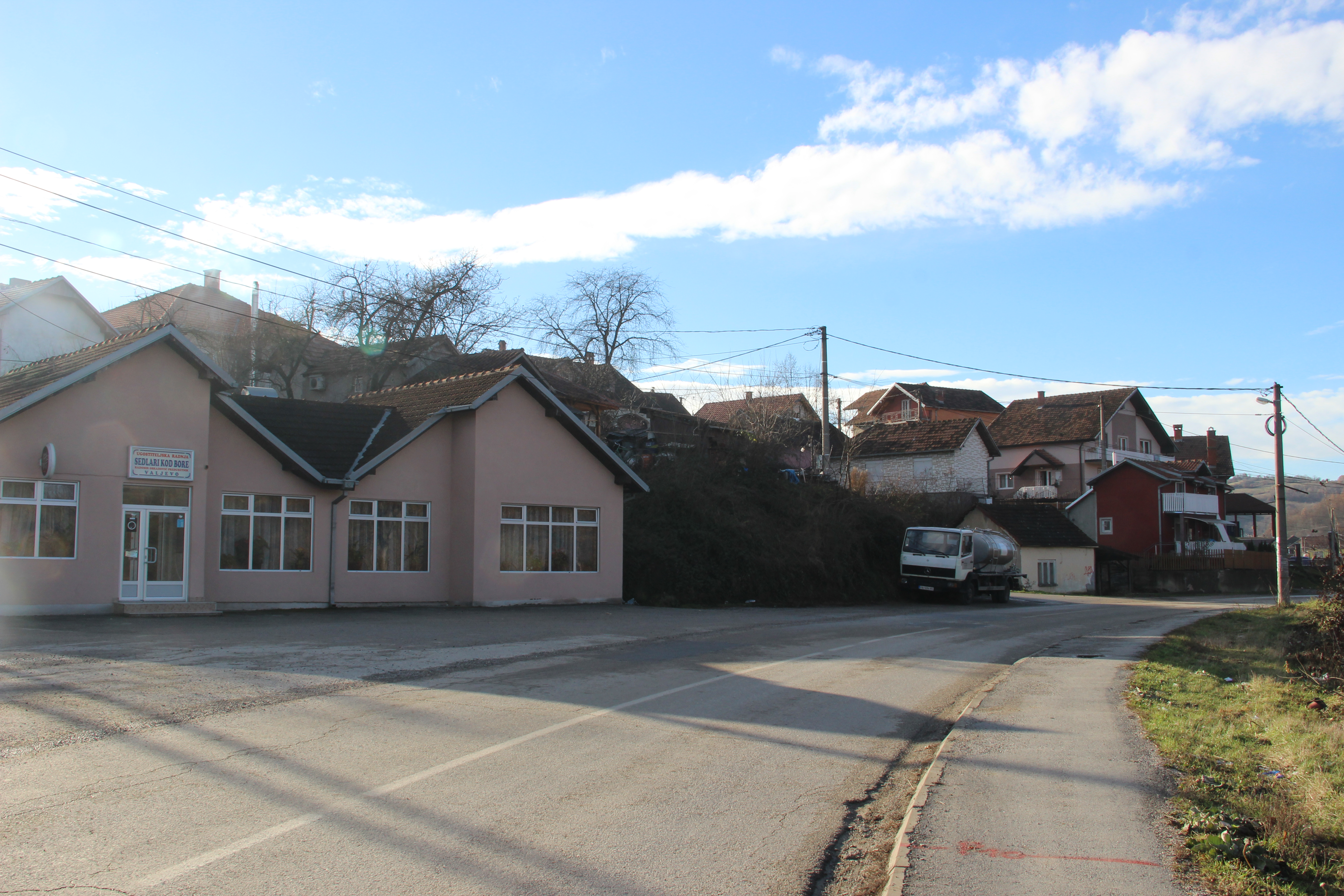
Седлари - панорама
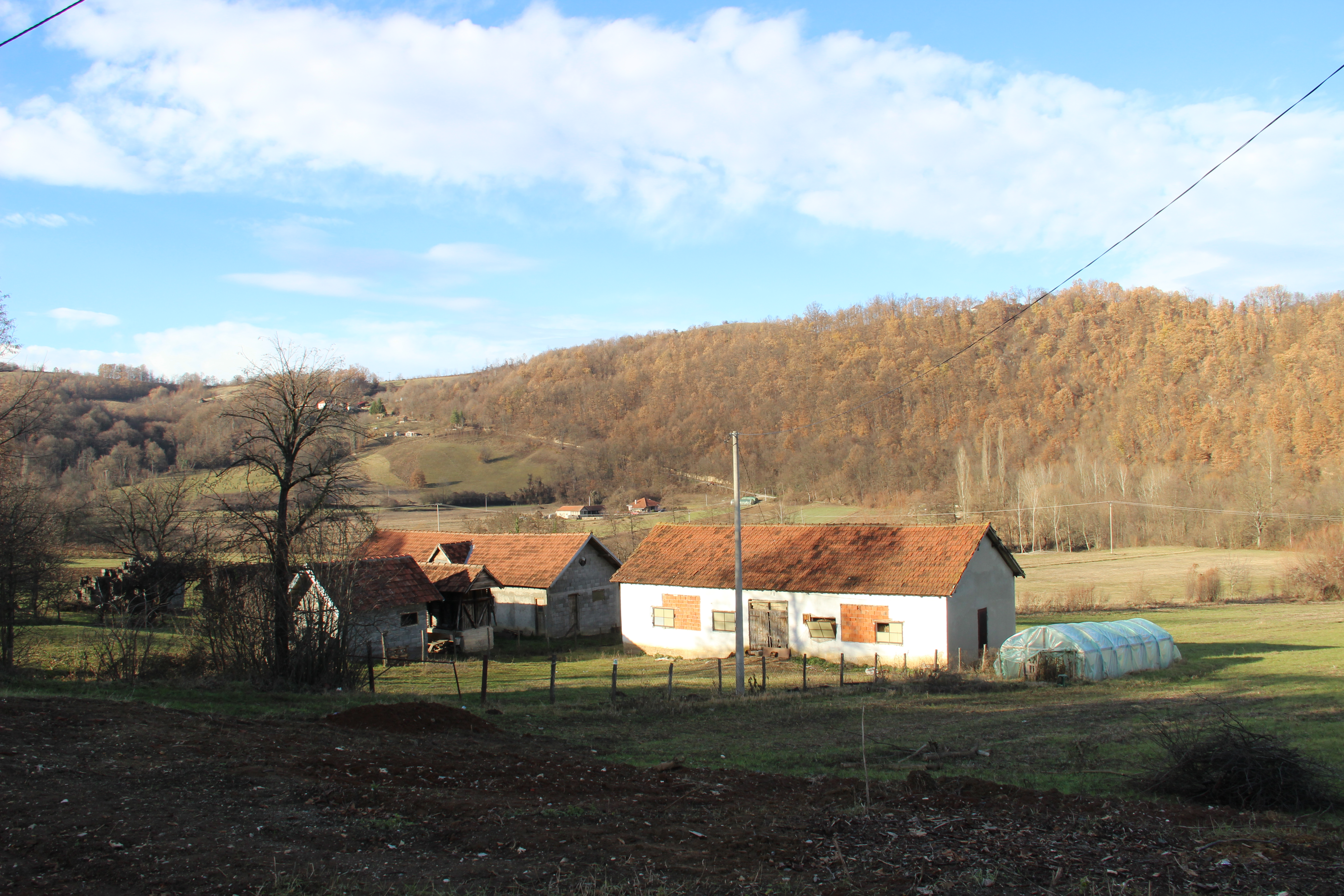
Седлари - панорама
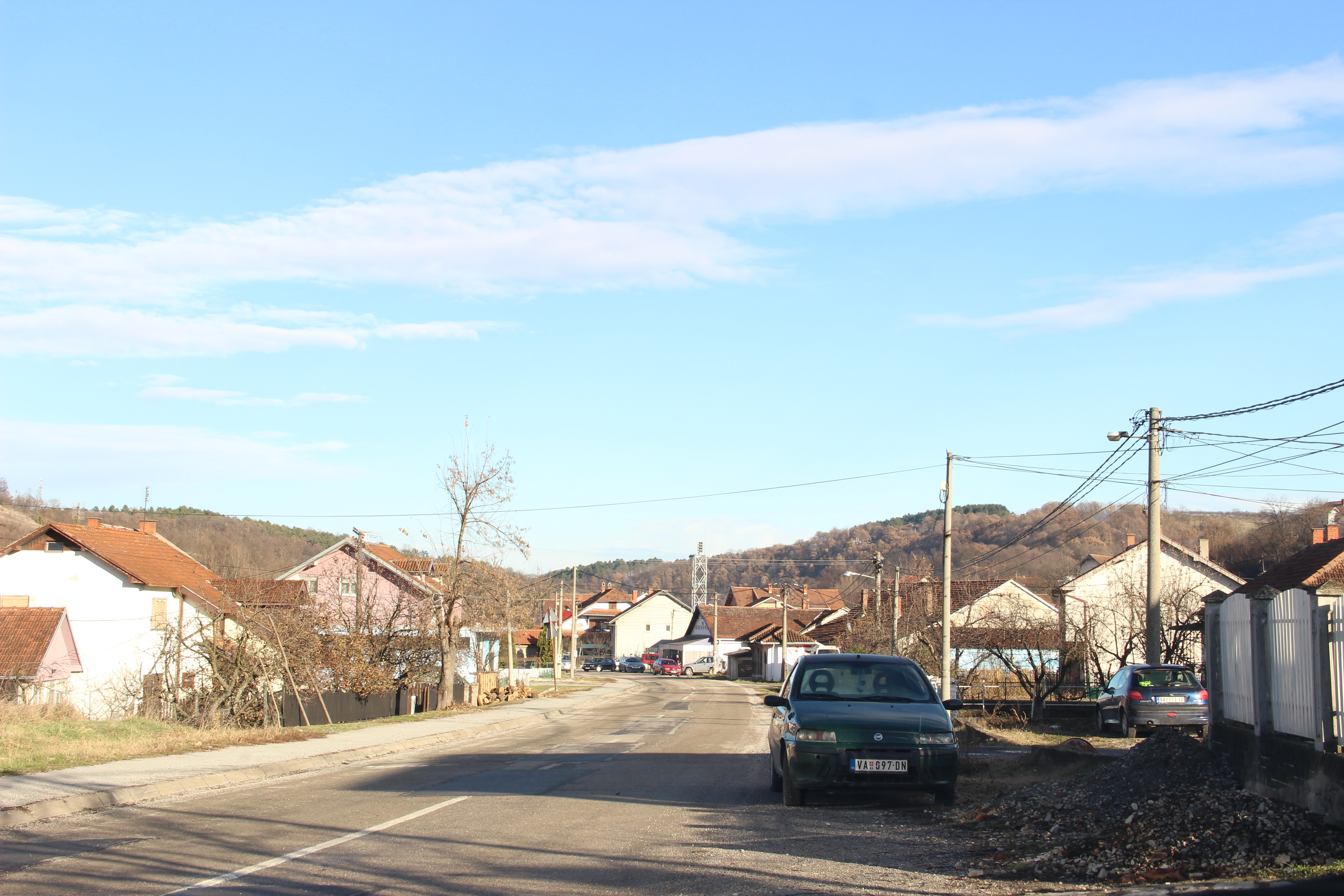
Седлари - панорама